# 庫爾蘭的瑪麗亞·阿馬利婭
庫爾蘭的瑪麗亞·阿馬利婭（德語：Maria Amalia von Kurland，1653年6月12日—1711年6月16日），黑森-卡塞尔伯国伯爵夫人，庫爾蘭公爵雅各布·克特勒之女兒。

## 家庭
1673年，瑪麗亞·阿馬利婭和黑森-卡塞爾伯爵卡爾一世結婚，兩人共有7子3女：
1. 腓特烈（1676年—1751年）
2. 索菲·夏洛特（英语：Sophie Charlotte of Hesse-Kassel）（1678年—1749年）
3. 卡爾（1680年—1702年）
4. 威廉（1682年—1760年）
5. 利奧波德（1684年—1704年），早逝
6. 路德維希（1686年—1706年），早逝
7. 瑪麗·路易絲（1688年—1765年）
8. 馬克西米利安（英语：Maximilian of Hesse-Kassel）（1689年—1753年）
9. 格奧爾格·卡爾（英语：George Charles of Hesse-Kassel）（1691年—1755年）
10. 威廉明妮·夏洛特（1695年—1722年）